# Lingua kgalagadi
La lingua kgalagadi (nome nativo sheKgalagadi; anche conosciuto come kgalagari) è una lingua sotho-tswana parlata in Botswana.

## Distribuzione geografica
Secondo stime del 2004, il kgalagadi viene parlato da circa 40.000 persone nella parte meridionale del Botswana, lungo il confine con la Repubblica Sudafricana e la Namibia. Viene usato inoltre come lingua franca dalle popolazioni khoisan della zona, e in alcuni casi (soprattutto fra le generazioni più giovani) si osserva l'abbandono delle lingue native in favore del kgalagadi.
Nonostante il ridotto numero di parlanti, ne vengono identificati numerosi dialetti: pedi, shaga, ngologa, balaongwe, khakhae, siwane, rhiti, kenyi, phaleng, koma.

## Classificazione
Il kgalagadi viene classificato fra le lingue sotho-tswana all'interno del gruppo S della classificazione di Guthrie delle lingue bantu; ha perciò similitudini con importanti lingue della zona come il tswana e il sotho del nord. 
Secondo Ethnologue, la classificazione della lingua kgalagadi è la seguente:
- Lingue niger-kordofaniane
  - Lingue congo-atlantiche
    - Lingue volta-congo
      - Lingue benue-congo
        - Lingue bantoidi
          - Lingue bantoidi meridionali
            - Lingue bantu
              - Lingue bantu centrali
                - Lingue bantu S
                  - Lingue sotho-tswana
                    - Lingua kgalagadi

## Grammatica
La tipologia linguistica è Soggetto Verbo Oggetto.